# Chiềng Lề
Chiềng Lề là một phường thuộc thành phố Sơn La, tỉnh Sơn La, Việt Nam.
Phường Chiềng Lề có diện tích là 2,71 km², dân số năm 1999 là 8.413 người, mật độ dân số đạt 3.104 người/km².